# Jun Kondo
Jun Kondō (近藤 淳, Kondō Jun) (Tóquio, 6 de fevereiro de 1936 – 11 de março de 2022) foi um físico teórico japonês, descobridor do efeito Kondo. Professor Emérito da Universidade de Toho, Membro Emérito do Instituto Nacional de Ciência e Tecnologia Industrial Avançada, Membro da Academia do Japão.
Ele atuou como assistente na Faculdade de Ciências e Tecnologia da Universidade de Nihon, assistente do Instituto de Física do Estado Sólido da Universidade de Tóquio, pesquisador sênior do Instituto de Física do Estado Sólido, pesquisador sênior do Instituto de Tecnologia Eletrônica e professor da Faculdade de Ciências da Universidade de Toho.

## Publicações (em inglês)
- Fermi surface effects: proceedings of the Tsukuba Institute, Tsukuba Science City, Japan, August 27–29, 1987 (1988)
- The Physics of Dilute Magnetic Alloys (Cambridge University Press, 2012) ISBN 978-1-107-02418-2